# Xylina Spathia
Xylina Spathia (греч. Ξύλινα Σπαθιά, произносится «ксилина-спатия», с греч. — «Деревянные мечи») — греческий музыкальный коллектив, организованный 1992 году в Салониках. Вместе с Trypes (греч. Τρύπες) был одной из самых популярных греческих музыкальных групп 1990-х годов.
Творчество группы сочетало в себе элементы поп-, рок- и электронной музыки, сохраняя при этом греческий колорит. Тексты песен, написанные Павлидисом Павлосом, отличали личная вовлечённость и поэтические эксперименты. В основном песни группы создавали эмоциональную атмосферу с ярко выраженной экстраверсией и ритмом, но часть композиций были написаны в спокойной, интимной манере.
С 1993 года до распада в 2003 году группа выпустила 5 альбомов (4 студийных, 1 концертный) и 1 сингл. Несмотря на крупный коммерческий успех, участникам группы удавалось избегать внимания средств массовой информации и сохранять художественную автономию. Их основным стремлением было совершенствование звука от альбома к альбому и от концерта к концерту. Во время живых выступлений музыканты часто экспериментировали и импровизировали на тему собственных песен. Xylina Spathia была одной из групп греческого подразделения лейбла Virgin, наряду с Iro, Kalliopi Vetta, Lena Alkeou, Blue, Trypes, Agelakas и Lekkas.
В первоначальный состав группы входили: Павлос Павлидис (вокал, гитара), Василис Гунтарулис (клавишные, сэмплеры), Кристос Цапразис (бас-гитара) и Панос Толиос (ударные, перкуссия, 1993—1997). В разное время участниками группы также были Ставрос Россопулос (гитара, 1993—1994), Такис Канеллос (ударные, 1997), Гианнис Митсис (ударные, 1998—2003), Костас Пантелис (гитара, 2000—2003) и Никос Кириакопулос (перкуссия, бэк-вокал, 2001—2003). В качестве сессионных музыкантов при записи альбомов с группой работали Димос Гунтарулис (виолончель), Гиоргос Толиос (перкуссия), Гиоргос Папазоглу (перкуссия), Рита Хадзиниколи (перкуссия), Фотис Сиотас (скрипка) и Аристидис Хадзиставру (классическая гитара).
Xylina Spathia является одной из самых коммерчески успешных греческих групп, наряду с Pyx Lax и Trypes.